# Козырев, Юрий
Юрий Козырев (род. 20 октября 1963, Москва) — российский военный фотожурналист.

## Биография
Юрий Козырев родился в Москве в 1963 году. Окончил факультет журналистики МГУ. Профессионально занимается фотографией с 1986 года. Освещал конфликты и войны на территории бывшего СССР — в Абхазии, Молдавии, Нагорном Карабаха, обе Чеченские войны, теракт в Беслане, а также войну в Афганистане. С 2002 года в течение 6 лет жил в Багдаде (Ирак), куда прибыл как фотокорреспондент журнала «Огонёк». По состоянию на 2005 год, работал по контракту в еженедельном американском журнале «Time».

## Награды
Фотопремии:
- Получил шесть наград премии World Press Photo — в 2000 (две), 2004, 2005, 2009, 2012 годах.
- В 2004 году получил премию Overseas Press Club Oliver Rebbot за освещение событий в Ираке.
- В 2006 году получил премию ICP Infinity в области фотожурналистики.
- В 2008 году получил премию Frontline Club за освещение войны в Ираке.
- В 2011 году получил премию Visa d’or News за проект On Revolution Road (с англ. — «По дороге революции»)
- Получил премии Trophee и Public Prize в рамках Prix Bayeux-Calvados за работу Dispatch from Libya.
- В 2012 году получил награду конкурса World Press Photo Contest.
- В 2011 году стал фотографом года в международном конкурсе «Picture of the year».

Журналистские премии:
- Получил три ежемесячных журналистских премии «Редколлегия» — в апреле 2020, декабре 2020 и мае 2021.
- В августе 2020 года совместно с Еленой Костюченко получил премию «Камертон» имени Анны Политковской за репортажи «Это шторм. Прямой репортаж из „красной зоны“ 52-й клинической больницы Москвы» о лечении пациентов с COVID-19 и «Ржавчина» об утечке разлива нефтепродуктов на Таймыре[4].
- Получил две премии «Профессия — журналист» фонда «Открытая Россия», обе — совместно с Еленой Костюченко: в 2016 году за репортаж «Боги болот никого не отпустят»[5] и в 2020 году за репортаж «Это шторм. Прямой репортаж из „красной зоны“ 52-й клинической больницы Москвы»[6].